# Matthew Carlson
Matthew Carlson (nombre de nacimiento: Matt James Carlson; nacido el 10 de febrero de 1951) es un productor de televisión y escritor estadounidense.
Es más conocido por su trabajo en las series Malcolm in the Middle y The Wonder Years. Fue nominado a dos premios Primetime Emmy por su trabajo en esta última serie.
Otros créditos televisivos de Carlson incluyen Townies, God, the Devil and Bob, Camp Wilder, The Boys Are Back, Men Behaving Badly (creando todas las series mencionadas), Big Day, Samantha Who?, Sons of Tucson, Mr. Sunshine y Alexa & Katie.
Carlson también escribió el guion de la película de 1994 Wagons East, protagonizada por John Candy y Richard Lewis.
En su último trabajo, ha escrito la serie original de Disney+ The Mighty Ducks: Game Changers episodio 5, "Cherry Picker".